# Coyaima
Coyaima, jedno od plemena američkih Indijanaca iz grupe Pijao srodni plemenu Natagaima, nastanjeni u ranom 17. stoljeću na području današnjeg kolumbijskog departmana Tolima. Prema Ruhlenu njihov jezik je nestao, a bio je dijalekt jezika yukpa. Njihovi potomci danas se služe španjolskim. (Oliveros 1996) kaže da Coyaima (općina Coyaima) i Natagaima (općina Natagaima) žive u 77 naselja i broje 35,000 duša s 5.337 obitelji

## Naselja
Općina Coyaima (1994.): 1) Anonales, 2) Bocas de Baby [35 obitelji], 3) Castilla, 4) Chenche Aguafría [22 obitelji], 5) Chenche Amayarco [40 obitelji], 6) Chenche Balsillas [73 obitelji], 7) Chenche Buenos Aires [130 obitelji], 8) Chenche Socorro [80 obitelji], 9) Coyarco, 10) Doyare Centro, 11) Doyare Porvenir, 12) Floral [80 obitelji], 13) Guadualito, 14) Guayaquil, 15) Lomas de Guguarco [150 obitelji], 16) Lomas de Hilarco [84 obitelji], 17) Media Luna [66 obitelji], 18) Mesas de Inca, 19) Mesas de San Juan [370 obitelji], 20) Nueva Esperanza [70 obitelji], 21) Palmas, 22) Potrerito [205 obitelji], 23) San Miguel, 24) Santa Marta Diamante [33 obitelji], 25) Santa Marta Palmar [60 obitelji], 26) Santa Marta Inspección [95 obitelji], 27) Tambo [97 familias], 28) Tres Esquinas, 29) Totarco Dinde [60 familias], 30) Totarco Niple [30 obitelji], 31) Totarco Piedras [80 obitelji], 32) Totarco Tamarindo [50 obitelji], 33) Yaberco, 34) Zanja Honda, 35) Zaragoza Centro, 36) Zaragoza Tamarindo [160 obitelji], 37) Buenavista [312 obitelji].

## Vanjske poveznice
- Conquista Y Descubrimiento Del Nuevo Reino De Granada  Arhivirana inačica izvorne stranice od 24. listopada 2007. (Wayback Machine)